# 苏瓦尼
苏瓦尼（法語：Soignies，法語發音：[swaɲi] ⓘ），荷兰语名津尼克（荷蘭語：Zinnik，荷蘭語發音：[ˈzɪnɪk]），是比利时瓦隆大区埃諾省的一个城市，通行法语，是比利时法语社群的一部分，面积110.30平方千米，人口27,603人（2018年1月1日）。